# هيدا حكي (ألبوم)
هيدا حكي هو أحد ألبومات المطربة نجوى كرم وصدر في عام 2007 وقد احتوى الألبوم على ثمان أغاني.

## الأغاني
1. هيدا حكي
2. الحنونة
3. حتى بأحلامك
4. أنا بروح
5. بحكيك
6. راجع تسأل ع مين
7. نور أيامي
8. لو مابتكذب